# Krông Jing
Krông Jing là một xã thuộc huyện M'Drắk, tỉnh Đắk Lắk, Việt Nam.
Xã có diện tích 77 km², dân số năm 1999 là 6.480 người, mật độ dân số đạt 84 người/km².